# Steen Hedegård
Steen Hedegaard født Andersen 12. september 1945 er en tidligere dansk atlet medlem af Esbjerg Atletik Forening, Sparta Atletik og senere Holte Atletik.
Hedegaard er indehaver af den danske rekord i diskoskast med 61,30m, som han kastede på Tårnby Stadion 30 august 1977. Han blev dermed den første dansker over den magiske 60 meter-grænse. Steen Hedegårds rekord er den ældste stående danske rekord i atletik.
Hedegaard var tidligere direktør for Nordclean Trading ApS, en position han havde i næsten 20 år, indtil han trådte tilbage den 5. januar 1994. 

## Danske mesterskaber
- Guld 1977 Diskoskast 55,77m
- Bronze 1973 Diskoskast 51,22m
- Sølv 1972 Diskoskast 52,08m
- Sølv 1971 Diskoskast 49,38m